# Messier 46
Messier 46 (M46 o NGC 2437) és un cúmul obert en la constel·lació de la popa Va ser descobert per Charles Messier en 1771.
M46 és molt ric en estrelles, al voltant de 500, de les quals unes 150 oscil·len entre les magnituds 10 i 13. L'estrella més brillant del cúmul té una magnitud de 8,7. El cúmul es troba a una distància d'uns 5.400 anys llum de la Terra i s'allunya d'ella a una velocitat de 43 km/s; té una edat estimada d'uns 300 milions d'anys. El seu diàmetre espacial és d'uns 30 anys llum.
La nebulosa planetària NGC 2438 visualment sembla estar situada dintre del cúmul però en realitat sembla un objecte mólt més proper situat al voltant dels 2.900 anys llum.